# Carl von Plotho (Landrat)
Edler und Freiherr Carl von Plotho (* 1827; † 1886) war ein preußischer Landrat im Kreis Jerichow I (1856–1886) der Provinz Sachsen. Er wirkte als Kammerherr und war Gutsbesitzer auf Lüttgenziatz. Zudem war er Mitglied im Preußischen Abgeordnetenhaus von 1879 bis 1882. Er war auch Mitglied im Provinziallandtag der Provinz Sachsen.